# Dhatau
Dhatau é uma vila no distrito de Raigarh, no estado indiano de Maharashtra.

## Demografia
Segundo o censo de 2001, Dhatau tinha uma população de 5035 habitantes. Os indivíduos do sexo masculino constituem 56% da população e os do sexo feminino 44%. Dhatau tem uma taxa de literacia de 72%, superior à média nacional de 59.5%: a literacia no sexo masculino é de 78% e no sexo feminino é de 65%. Em Dhatau, 14% da população está abaixo dos 6 anos de idade.